# Zillo
Zillo —  немецкий журнал, посвящённый альтернативной музыке и культуре. Основными направлениями журнала являются готическая, электронная, индастриал и метал сцены. 
Журнал выходил с 1989 года. В 2014 году в результате пожара сгорела вся инфраструктура журнала, включая редакцию и склад с продукцией. Выход журнала был приостановлен на неопределенный срок.

## История
Журнал был основан в 1989 году под названием «Zillostrierte». Был назван в честь местного клуба. Первые три выпуска вышли в формате A5.
В январе 1990 года формат изменился на A4, а название было сокращено до «Zillo». Тираж достиг 50 000 экземпляров. Несмотря на хорошие отзывы и растущее количество читателей, журнал приносил ежемесячные убытки в размере 10000 марок. К концу года долг издания составил 100000 марок. Для избежания банкротства была повышена розничная цена издания. В 1992 году тираж журнала достиг 70000 экземпляров.  
Сыграл ключевую роль в возрождении готической субкультуры в Германии и объединении разобщенных групп представителей сцены страны.
C 1993 по 2004 годы журнал организовывал летний музыкальный оупен-эйр фестиваль «Zillo-Festivals».
C 2010 года начал издаваться дочерний журнал «Zillo Medieval», посвященный нео-средневековой музыке, а также культурным и историческим аспектам средневековья.
В 2014 году в Ратекау произошел пожар, в результате которого сгорела вся инфраструктура журнала, включая редакцию и склады. Издание журнала и работа магазина была приостановлена на неопределенный срок. На официальном сайте было объявлено, что команда журнала надеется перезапустить журнал в 2015 году. Тем не менее, этого не произошло и номер за январь 2014 года стал для журнала последним. Пожар никак не повлиял на издание журнала «Zillo Medieval», новые номера которого продолжали выходить. 
В январе 2016 года редакция журнала «Zillo Medieval» сообщила, что журнал прекращает деятельность и номер 01/2016 — последний.